# Андреева, Евгения Сергеевна
Евге́ния Серге́евна Андре́ева (укр. Євгенія Сергіївна Андрєєва; род. 16 февраля 1976, Днепропетровск) — украинская гребчиха, выступала за сборную Украины по академической гребле в период 1995—2003 годов. Чемпионка мира, победительница регат национального и международного уровня, участница летних Олимпийских игр в Сиднее. Мастер спорта Украины международного класса (1998).

## Биография
Евгения Андреева родилась 16 февраля 1976 года в городе Днепропетровске Украинской ССР. Проходила подготовку в днепропетровской Детско-юношеской спортивной школе «Метеор».
Дебютировала на международной арене в сезоне 1993 года, когда заняла четвёртое место в распашных рулевых восьмёрках на чемпионате мира среди юниоров в Норвегии. Год спустя на аналогичных соревнованиях в Германии была пятой в рулевых восьмёрках и безрульных четвёрках.
В 1995 году вошла в основной состав украинской национальной сборной и побывала на взрослом чемпионате мира в Тампере, где стартовала в восьмёрках и попала в финал «Б».
На мировом первенстве 1997 года в Эгбелет-ле-Лак прошла в финал «А» в безрульных четвёрках и финишировала в решающем заезде шестой.
Наибольшего успеха в своей спортивной карьере добилась в сезоне 1998 года, когда на чемпионате мира в Кёльне совместно с Татьяной Фесенко, Ниной Проскурой и Татьяной Савченко одержала победу среди безрульных четырёхместных экипажей. За это выдающееся достижение по итогам сезона удостоена почётного звания «Мастер спорта Украины международного класса».
В 1999 году показала четвёртый результат в восьмёрках на этапе Кубка мира в Бельгии, в то время как на мировом первенстве в Сент-Катаринсе попала в финал «Б» в зачёте безрульных двоек.
Благодаря череде удачных выступлений удостоилась права защищать честь страны на летних Олимпийских играх 2000 года в Сиднее. Стартовала здесь вместе с Ниной Проскурой в программе женских двоек без рулевого, но сумела отобраться только в утешительный финал «Б», где заняла второе место — таким образом расположилась в итоговом протоколе соревнований на восьмой строке.
После сиднейской Олимпиады Андреева осталась в составе гребной команды Украины и продолжила принимать участие в крупнейших международных соревнованиях. Так, в 2001 году в безрульных двойках она стала пятой на этапе Кубка мира, прошла в финал «Б» на чемпионате мира в Люцерне.
В 2002 году завоевала серебряную медаль на этапе Кубка мира в Бельгии, тогда как на мировом первенстве в Севилье остановилась уже на предварительном этапе.
Последний раз выступала на международном уровне в сезоне 2003 года, когда в восьмёрках финишировала четвёртой на Кубке мира в Мюнхене и дошла до финала «Б» на чемпионате мира в Милане. Вскоре по окончании этих соревнований приняла решение завершить спортивную карьеру.